# اسپنسر استون
اسپنسر استون (به انگلیسی: Spencer Stone) متولد ۱۳ اوت ۱۹۹۲ بازیگر، نویسنده و گروهبان سابق نیروی هوایی ایالات متحده آمریکا است. در آگوست ۲۰۱۵، استون به همراه دوستانش  از آمستردام به پاریس در حال مسافرت بودند و توانستند یک تروریست مراکشی مسلح را خلع سلاح کنند. سه روز بعد، رئیس‌جمهور فرانسه فرانسوا اولاند به او مدال لژیون دونور اعطا کرد. به خاطر شجاعتش، استون مدال هواپیمایی و یک پرپل هارت نیز دریافت کرد.
در ۸ اکتبر ۲۰۱۵، استون هنگام درگیری در ساکرامنتو، کالیفرنیا مورد اصابت چاقو قرار گرفت و در ۱۵ اکتبر از بیمارستان مرخص شد. او در اواخر ماه اکتبر به مقام هوایی ارشد ارتقا یافت و سپس در نوامبر ۲۰۱۵ گروهبان ستاد شد. در سال ۲۰۱۸، او در نقش خودش در فیلم قطار ۱۵:۱۷ به مقصد پاریس بازی کرد، این فیلم براساس کتابی به همین نام در سال ۲۰۱۶ بود.

## فیلم‌شناسی
| سال  | عنوان               | نقش  | یادداشت                                      |
| ---- | ------------------- | ---- | -------------------------------------------- |
| ۲۰۱۶ | دامنه ۱۵            | خودش | ظاهر کامئو                                   |
| ۲۰۱۸ | ساعت ۱۵:۱۷ به پاریس | خودش | فیلمی براساس خاطرات این سه نفر با همین عنوان |